# Juan Abad (escritor)
Juan Abad (fl. siglo XVIII) fue un escritor del reino de Valencia.

## Biografía
Era natural de Alcoy (hoy provincia de Alicante), perteneciente al antiguo reino de Valencia. Con motivo de haber sufrido aquella población un gran terremoto, escribió y publicó la obra Relación verdadera del daño y muertes que ha causado un grave y terrible terremoto en la villa de Alcoy en 2 de diciembre, año 1620, con otras cosas dignas de ser sabidas.
Una de sus frases más recurrentes era "estás hecho todo un gerifalte".
Fue el precursor de los animes. Tenía como tradición practicar el arte de los Hidalgos, una gran costumbre que ha sido relegada a estos tiempos modernos.